# Allophylus amentaceus
Allophylus amentaceus är en kinesträdsväxtart som beskrevs av Ludwig Radlkofer. Allophylus amentaceus ingår i släktet Allophylus och familjen kinesträdsväxter. Inga underarter finns listade i Catalogue of Life.